# 城東園
城東園（じょうとうえん）は、名古屋市北区に所在した歓楽街。「城東歓楽街」と表記する資料もある。

## 概要
もともとは名古屋市北区下飯田町に栄えたという。成立は昭和初期であり、自然発生したとされる。城東新興協同組合として組織化されたのは1935年（昭和10年）である。戦時中には城東園の楼主200人あまりが売上金を集め、日本軍に17機もの戦闘機を寄付したというエピソードが残されている。
しかし、1945年（昭和20年）5月の名古屋大空襲により壊滅したため、近くの同区杉栄町に移り、同地において復興を果たした。同地は戦前から住宅地として整備された地域であり、空襲の被害を受けず、建物が残っていたことから新たな立地として着目されたという。杉栄町では目抜き通りの250メートル足らずの距離に50軒のカフェーがひしめきあったといい、勧誘する女性と男性客で大いに賑わったとされる。規模は愛知県内では最大の規模を誇った中村遊廓として知られる名楽園に次ぐものだった。『愛知県警察史』では、特殊飲食店の分布は杉栄町のほか水切町・生駒町にかけて所在していたとしており、156業者、約560人が従業員として働いていたと記録している。
1956年（昭和31年）施行の売春防止法により、一時は多くの業者が旅館やバーなどに転じたものの、他の赤線地帯と同様に衰退した。1983年（昭和58年）に取材した中部読売新聞によれば、当時の店主は転業したもののほとんどが当地に残ったという。また、1975年（昭和50年）の中日新聞によれば、転業は関連する業態がほとんどであったといい、「城東園」のアーチもそのまま残されていたという。中日新聞が取材した2015年（平成27年）時点では歓楽街としての面影を失っているとしている。